# Ippicoltura
L'ippicoltura consiste nell’allevamento degli equini con finalità economiche. Le specie allevate sono il cavallo, l’asino e i loro ibridi (mulo e bardotto). Gli equini allevati sono destinati principalmente al lavoro (soprattutto agricolo), alla produzione alimentare (carne e latte) e, nel caso dei cavalli, alla pratica sportiva (equitazione ed ippica).

## Storia
L’allevamento degli equini è praticato fin dall’antichità.
L’addomesticamento del cavallo sarebbe avvenuto fra l’Europa orientale e l’Asia centrale; secondo diversi studiosi, sarebbe stata la cultura Botai, in Kazakistan, ad utilizzare per prima il cavallo come animale domestico, nel IV millennio a.C. Il cavallo sarebbe stato allevato inizialmente allo stato brado per il latte e la carne; gli allevatori avrebbero successivamente iniziato a montare alcuni animali per controllare il bestiame al pascolo. In seguito il cavallo si diffuse verso ovest e verso sud. La cultura Kurgan allevò il cavallo tra l’Ucraina orientale e la Russia sud-orientale, mentre l’animale fu importato dagli Ittiti in Asia minore, da cui si diffuse nel Medio oriente. Il cavallo si rivelò inadatto per i lavori agricoli, ma utilissimo per trasportare velocemente persone da un posto all’altro. I cavalli furono usati in guerra per il traino di carri leggeri, che vennero successivamente abbandonati perché non adatti ai terreni scoscesi. Gli Assiri cominciarono a montare il cavallo per la caccia ed iniziarono a praticare l’allevamento selettivo per ottenere animali più robusti che sopportassero agevolmente il peso del cavaliere; i carri da guerra furono così affiancati dai primi reparti di cavalleria montata, con uomini a cavallo che combattevano con arco e frecce. Anche nell’antica Grecia i cavalli furono usati in guerra; i cavalieri erano chiamati hippikon e durante la guerra del Peloponneso si distinsero i contingenti di cavalleria pesante originari della Tessaglia. I Greci usavano il cavallo anche per gare sportive e Senofonte scrisse nel 350 a.C. il saggio Sull'equitazione, una delle prime opere sulla scelta, gestione e addestramento dei cavalli. Nel regno di Macedonia fu costituito uno speciale reparto di cavalleria pesante, i cui cavalieri furono chiamati hetairoi (etèri). Anche nell’antica Roma il cavallo fu utilizzato per scopi militari; la cavalleria romana era inserita ai lati della fanteria legionaria, che costituiva il nerbo dell’esercito romano. Il cavallo fu usato anche per scopi sportivi, come le corse dei carri effettuate nel Circo Massimo. In epoca romana, con la costruzione di una fitta rete di strade, si ebbe lo sviluppo di carri trainati da cavalli per il trasporto di merci e persone. Nel Medioevo il cavallo fu impiegato soprattutto a scopi militari, per cui fu decisiva l’introduzione della staffa. La cavalleria medievale divenne un gruppo elitario, dato che il mantenimento e l’addestramento del cavallo era molto costoso. In quest’epoca il cavallo cominciò ad essere impiegato anche nei lavori agricoli, grazie all’introduzione della ferratura e del collare da spalla. Si ebbe anche un uso sportivo dei cavalli in occasione dei Palii. Nell’età moderna, con l’avvento delle armi da fuoco, la cavalleria militare cominciò a declinare, tuttavia sopravvisse fino agli inizi del XX secolo. Nel Rinascimento, con la nascita dell’assolutismo e le esigenze militari, in alcune nazioni lo stato cercò di controllare e centralizzare l'allevamento dei cavalli; in Francia nacquero le scuderie nazionali e gli allevatori privati furono penalizzati. Nel Seicento cominciarono a nascere scuole di equitazione a scopo ludico-sportivo; anche la viabilità riprese a svilupparsi e i veicoli trainati dai cavalli divennero il più importante mezzo di trasporto fino all’avvento della ferrovia nell’Ottocento. Nel Settecento, nelle zone dove l’agricoltura era più produttiva, i cavalli sostituirono i bovini come animali da lavoro, perché erano in grado di eseguire il lavoro più velocemente; ciò portò ad un incremento della produzione. Con la prima guerra mondiale scomparve l’uso del cavallo sui campi di battaglia. La diffusione dei veicoli a motore e della meccanizzazione agricola portò alla scomparsa del cavallo nei settori dei trasporti e dell’agricoltura, per cui nella seconda metà del Novecento il cavallo finì per essere utilizzato principalmente per attività ludico-sportive.
L’addomesticamento dell’asino sarebbe invece avvenuto fra il VI e il V millennio a.C., cioè prima del cavallo,  in Africa, probabilmente nella parte nord-orientale del continente; da lì si sarebbe diffuso in tutto il bacino del Mediterraneo e nel sud dell’Europa, dove sarebbe arrivato nel Neolitico. L’asino era utilizzato in agricoltura come animale da lavoro (ad esempio per fare girare la macina), da trasporto merci (come animale da traino e da soma) e persone e in misura minore per il latte e la carne. Per la sua rusticità e il minor costo del suo mantenimento era preferito al cavallo dalle persone meno abbienti, tanto da essere definito "il cavallo del povero". In seguito l’asino venne allevato anche per la produzione di muli. La meccanizzazione dei trasporti e dell’agricoltura ha posto le condizioni per un declino dell’allevamento di questo animale; in tempi recenti si è avuta una sua riscoperta come animale da tempo libero, per passeggiate ed escursioni.

## Sistemi di allevamento
Gli equini possono essere allevati allo stato brado, semi-brado e stallino. Nell’allevamento allo stato brado, essi vivono all’aperto per tutto l’anno e si alimentano soprattutto al pascolo. L’area destinata al pascolamento deve essere circondata da una recinzione e disporre di una protezione naturale (es. alberatura) o artificiale contro il caldo, la pioggia e il vento; la protezione è importante soprattutto per gli asini, che si ammalano facilmente se sono esposti alla neve o alla pioggia prolungata. Nell’allevamento semi-brado, gli equini vivono all’aperto per la maggior parte dell’anno e nei mesi invernali stanno nei ricoveri (detti scuderie) dove vengono alimentati con fieno e mangimi concentrati (principalmente avena e crusca). Nell’allevamento stallino, gli animali vivono nei ricoveri per tutto l’anno. I ricoveri devono essere dotati di abbeveratoi, di mangiatoie per i mangimi concentrati e per il fieno e una rastrelliera per il fieno. Dato che gli equini hanno bisogno di movimento, è opportuno che ci sia una zona all’aperto adiacente alla scuderia, delimitata da una recinzione, a cui gli animali possano accedere liberamente. È sconsigliabile tenere i cavalli legati in modo permanente all’interno dei ricoveri, ma è possibile farlo per brevi periodi, come in occasione di un’esposizione. 
La scelta del sistema di allevamento dipende dal clima, dalla disponibilità di vaste aree pianeggianti e dallo scopo per cui si allevano gli animali: ad esempio, l’allevamento stallino è indicato per gli equini da lavoro, mentre per gli equini da carne è preferibile l’allevamento brado o semi-brado. Anche la razza influenza la scelta delle condizioni di allevamento.
Nel mondo, il cavallo è maggiormente allevato in USA, Cina, Messico, Brasile e Argentina, l’asino in Cina, Etiopia, Messico, Brasile e Iran. Nell’Unione europea, le nazioni con il maggior numero di cavalli sono la Germania, la Francia, il Regno Unito, l’Italia e la Polonia, mentre quelle con il maggior numero di asini sono la Bulgaria, la Spagna, il Portogallo, la Grecia, l’Italia e la Francia. In Italia l’allevamento del cavallo è maggiormente presente in Lazio, Lombardia, Sicilia, Veneto, Emilia-Romagna, Toscana e Puglia, quello dell’asino in Lazio, Lombardia, Piemonte, Campania, Emilia-Romagna, Abruzzo, Sicilia e Sardegna.

## Destinazione degli animali

### Ippica
Nell’ippica i cavalli sono utilizzati per corse al galoppo o al trotto, che vengono effettuate su una pista detta ippodromo. Nelle corse al galoppo si utilizzano i cavalli purosangue, mentre nelle corse al trotto si utilizzano i cavalli trottatori.

### Equitazione
In equitazione, i cavalli vengono utilizzati per il salto ostacoli, il dressage e il concorso completo. I cavalli da tiro sono impiegati nella disciplina attacchi sportivi. 

### Ippoterapia
Nell’ippoterapia, i cavalli e gli asini vengono impiegati per migliorare lo stato di salute di un soggetto umano. 

### Lavoro

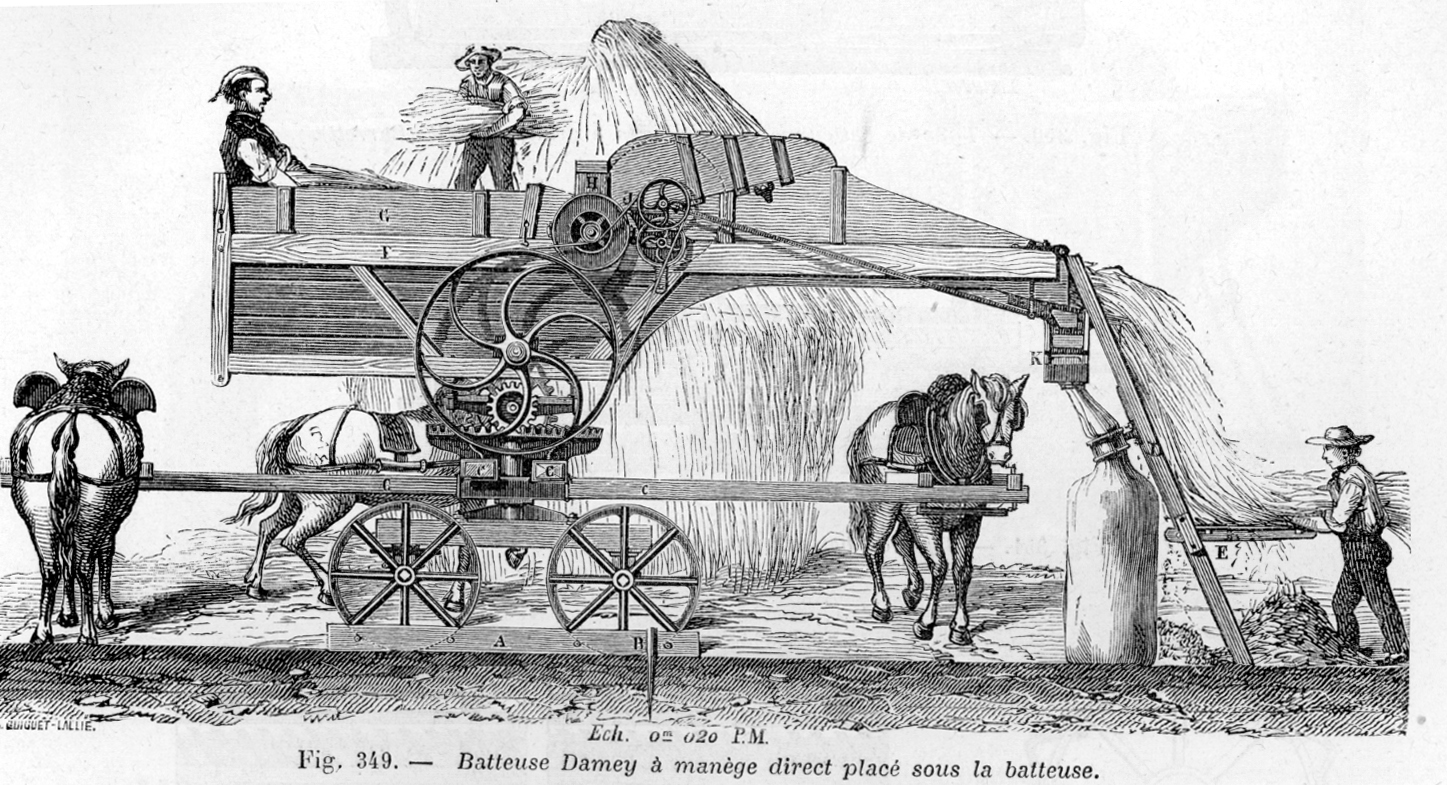
Cavalli che attraverso il loro movimento alimentano una trebbiatrice.

Tradizionalmente, gli equini sono stati usati in agricoltura soprattutto per il trasporto dei carichi. I cavalli erano impiegati come animali da tiro; fra i cavalli da tiro sono state selezionate diverse razze, fra cui il cavallo agricolo italiano da tiro pesante rapido. Gli asini e i muli venivano invece usati come animali da soma. In alcuni Paesi (soprattutto gli Stati Uniti d'America e l’Argentina) il cavallo veniva usato dai mandriani per condurre al pascolo il bestiame (composto soprattutto da bovini) e sorvegliarlo. La meccanizzazione dell’agricoltura ha ridotto fortemente l’uso degli equini per il lavoro. In alcune regioni della Spagna e della Francia l’uso del cavallo da parte dei mandriani per la conduzione del bestiame sopravvive ancora per motivi tradizionali e folcloristici, come a Segorbe (dove si celebra la festa dell'Entrada de toros y caballos) e nella Camargue.

### Produzioni alimentari

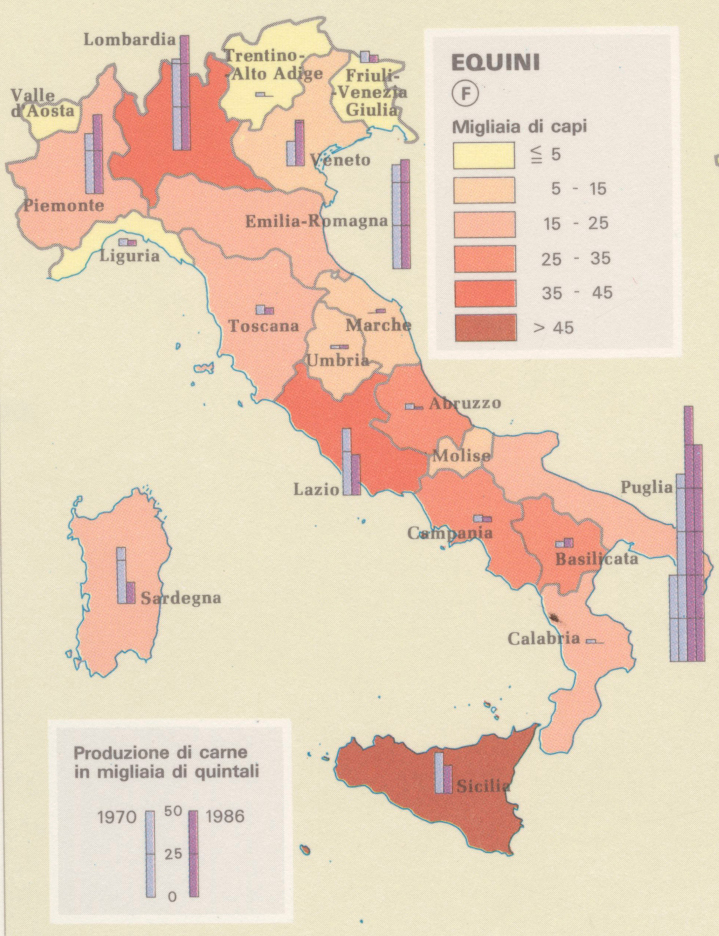
Distribuzione dell'allevamento di equini in Italia per regione (1970, 1986).

Gli equini sono allevati anche per la produzione di carne e latte.
In passato la carne equina proveniva da animali a fine carriera, oggi cavalli e asini sono allevati anche per la produzione di carne e vengono macellati entro i tre anni di età.La carne è destinata al consumo fresco e alla produzione di salumi. Nel mondo, si consuma carne equina soprattutto in Asia (specialmente Cina e Giappone), Sudamerica ed Europa orientale; nell’Europa occidentale è consumata soprattutto in Italia, Francia, Germania e Spagna. Il consumo di carne equina è vietato nell’ebraismo; nell’islam è vietato il consumo di carne di asino perché l'animale costituisce una risorsa per la popolazione, mentre il consumo di carne di cavallo è sconsigliato. Nei paesi anglosassoni il consumo di carne equina non è vietato, ma è frenato da remore di natura culturale. In Italia il consumo di carne equina è minoritario rispetto al consumo della carne di altri animali ed è concentrato in alcune regioni (Piemonte, Lombardia, Veneto, Emilia-Romagna, Lazio, Puglia, Sicilia, Sardegna) dove ha dato luogo anche ad alcuni piatti tipici come il tapulon, lo stufato d'asino, la straecca di cavallo, la pastissada di cavallo, i bigoli al ragù di cavallo, i pezzetti di cavallo al sugo e lo spezzatino di cavallo in umido.
Il latte equino è indicato per l’allattamento artificiale dei bambini allergici al latte vaccino. In Europa è più utilizzato il latte di asina, mentre il latte di giumenta è più diffuso in Asia, dove è usato anche per preparare una bevanda fermentata, il kumis.